# Sut-Chol'skij kožuun
Il Sut-Chol'skij kožuun (in russo Сут-Хольский кожуун?; in tuvano: Сүт-Хөл кожуун) è un distretto della Repubblica di Tuva, nella Siberia Orientale. Occupa una superficie di 6 691,25 chilometri quadrati, è suddiviso in 7 sumon, ospita una popolazione di circa 8 310 abitanti e ha come capoluogo il villaggio di Sug-Aksy.
Il maggior fiume del distretto è il Chemčik.